# Крумбах
Крумбах (нім. Krumbach) — містечко та громада округу Брегенц в землі Форарльберг, Австрія. Крумбах лежить на висоті 732 м над рівнем моря і займає площу  8,71 км². Громада налічує 982 мешканців. Густота населення 113/км².  
Громада лежить в районі, який носить назву Брегенцький ліс. Неподалік розкинулося Боденське озеро. Населення Форальбергу розмовляє алеманським діалектом німецької мови, а тому ближче до швейцарців, ніж до населення більшої частини Австрії, яке розмовляє баварсько-австрійським діалектом. Основною індустрією Форальбергу є спортивний туризм, і кожен населений пункт має розвинуту інфраструктуру: транспорт, готелі тощо. 
|                                  |
| Крумбах на мапі округу та землі. |

```
Адреса управління громади: Dorf 2, 6942 Krumbach (Vorarlberg). 
```

## Демографія
Історична динаміка населення міста за даними сайту Statistik Austria